# Vanløse station
Vanløse station är en järnvägsstation som betjäner linjerna C och H på Köpenhamns S-tågsnät och linjerna M1 och M2 på Köpenhamns metro. Stationen ligger på två plan; den övre perrongen nyttjas av S-tågen medan den nedre är slutstation för metrolinjerna.
Vanløse station ligger i zon 2.
Tidigare var Vanløse station också en säckstation på S-tågbanan från Hellerup station över Nørrebro till Frederiksberg. Tågen vände på stationen och lämnade den åt samma håll som de hade ankommit. Ett spårskifte säkerställde att de fortsatte mot destinationen. Sträckan från Vanløse till Frederiksberg station lades ner i januari 2000 och ersattes av metron. 
Förbindelsen mellan Vanløse och Grøndal station lades ner i april 2001 och Grøndal anslöts först med den tillfälliga C. F. Richs Vej station och senare  med Flintholm station i samband med att Ringbanen förlängdes mot söder år 2004.